# 心病毒屬
心病毒屬（Cardiovirus），又称为心脏病毒属，是微小核醣核酸病毒科裡的一屬，脊椎動物是這類病毒的天然宿主，下含甲型心病毒至己型心病毒6个物种，最初于1981年得到培养分离。
心病毒属的病毒都是单链RNA病毒、无病毒包膜包膜包裹，直径约30纳米、基因组长约7.8千碱基。

## 下属物种
本属包括以下物种：
- 腦炎心肌炎病毒 Encephalomyocarditis virus 
  - 哥倫比亞SK病毒 Columbia SK virus
  - 毛斯埃爾伯費爾德病毒 Maus Elberfeld virus
  - 門戈病毒 Mengovirus
- 泰勒病毒 Theilovirus 
  - 泰勒氏小鼠腦脊髓炎病毒 Theiler’s murine encephalomyelitis virus
  - 維柳伊斯克人腦脊髓炎病毒 Vilyuisk Human encephalomyelitis virus
  - 大鼠腦脊髓炎病毒 Rat encephalomyelitis virus

## 外部連結
- Viralzone: Cardiovirus （页面存档备份，存于）
- ICTV （页面存档备份，存于）